# Sylvia Syms
Sylvia May Laura Syms (* 6. Januar 1934 in London; † 27. Januar 2023 ebenda) war eine britische Schauspielerin.

## Leben
Syms machte 1953 ihren Abschluss als Schauspielerin an der Royal Academy of Dramatic Art, wo sie später zeitweise zum Vorstand der Akademie gehörte.
International bekannt wurde Sylvia Syms ab Mitte der 1950er-Jahre als gefragte Schauspielerin des britischen Films. In ihrem zweiten Film My Teenage Daughter (1956) spielte sie Anna Neagles „Problemtochter“, und bis 1960 arbeitete sie mit großen Namen wie Flora Robson, Orson Welles, Stanley Holloway, Lilli Palmer und William Holden. 1958 trat sie als Ordensschwester in der weiblichen Hauptrolle des Kriegsfilms Eiskalt in Alexandrien – Feuersturm über Afrika auf. Ebenfalls 1958 spielte sie im Film Der Rächer im lila Mantel, der im englischen Bürgerkrieg spielt, mit George Baker als ihrem Filmpartner in der männlichen Hauptrolle. 1959 trat sie in Fähre nach Hongkong mit Curd Jürgens und Orson Welles auf. Im Jahr 1960 war sie Tony Hancocks Frau in der Komödie The Punch and Judy Man, ein Jahr später die von Dirk Bogardes homosexueller Hauptfigur in dem damals kontroversen Filmdrama Der Teufelskreis. Zwar spielte sie auch in vielen Komödien wie etwa in The Big Job (1965) mit Sid James, aber es waren eher die Dramen, für die sie Beifall erhielt. Darunter etwa ihre Darstellung der Frau eines Diplomaten in Die Frucht des Tropenbaumes (1974) mit Julie Andrews und Omar Sharif, wofür sie für den BAFTA Award nominiert wurde. 1975 war sie Jury-Präsidentin der Internationalen Filmfestspiele Berlin.  
Im Verlaufe der 1970er-Jahre wurden lohnenswerte Kinorollen für sie zunehmend seltener, dafür orientierte sie sich zusehends in Richtung von Fernsehrollen. Ab 1972 spielte sie in der Fernseh-Comedyserie My Good Woman gemeinsam mit Leslie Crowther die Hauptrollen eines Ehepaares. Mit dem mittleren Alter verlegte sie sich zusehends auf Charakterrollen und war dadurch auch noch im Alter eine gefragte Darstellerin. Sie spielte die britische Premierministerin Margaret Thatcher im Fernsehen (in dem Fernsehfilm Thatcher: The Final Days von 1991) sowie am Theater (in dem Theaterstück Ugly Rumours). Die politisch eher linke Syms legte ihre Interpretation von Thatcher kritisch an. 1989 hatte sie einen Gastauftritt bei Doctor Who in der Folge Ghost Light. 2002 spielte sie die Hauptrolle in der Miniserie The Jury. 2005 war sie in Der Poseidon-Anschlag zu sehen, einem amerikanischen Fernsehfilm mit wenig Verbindungen zum Originalfilm gleichen Titels aus dem Jahre 1972. Im Jahr 2006 wirkte sie in der Rolle der britischen Königinmutter an dem oscarprämierten Filmdrama Die Queen mit Helen Mirren in der Hauptrolle mit, was ihre wahrscheinlich bekannteste Altersrolle war. Ihren letzten Auftritt vor der Kamera absolvierte Syms 2019 mit einer Gastrolle in der Fernsehserie Gentleman Jack.  
Syms spielte auch viel Theater, unter anderem als Beatrice in Viel Lärm um nichts, Martha in Wer hat Angst vor Virginia Woolf? und Cleopatra in Antonius und Cleopatra. Von 2013 bis 2019 führte sie als Erzählerin durch insgesamt 66 Folgen des BBC-Fernsehprogramms Talking Pictures, bei dem die Lebenswege berühmter Filmschaffender der Filmgeschichte nachgezeichnet wurden. 
1956 heiratete sie Alan Edney, die Ehe wurde 1989 geschieden. Ihre Tochter Beatie Edney ist ebenfalls Schauspielerin. Syms starb im Januar 2023 in London im Alter von 89 Jahren.

## Filmografie (Auswahl)
- 1956: Dürfen Mädchen mit 16 schon lieben? (My Teenage Daughter)
- 1957: Die Frau im Morgenrock (Woman in a Dressing Gown)
- 1957: Das Geburtstagsgeschenk (The Birthday Present)
- 1958: Eiskalt in Alexandrien – Feuersturm über Afrika (Ice Cold in Alex)
- 1958: Mit dem Kopf durch die Wand (Bachelor of Hearts)
- 1958: Der Rächer im lila Mantel (The Moonraker)
- 1959: Expresso Bongo
- 1959: Fähre nach Hongkong (Ferry to Hong Kong)
- 1959: Straße ohne Zukunft (No Trees in the Street)
- 1960: Schwarze Fackel (Flame in the Streets)
- 1960: Verschwörung der Herzen (Conspiracy of Hearts)
- 1960: Die Welt der Suzie Wong (The World of Suzie Wong)
- 1961: Die Jungfrauen von Rom (Le vergini di Roma)
- 1961: Der Teufelskreis (Victim)
- 1962: Der Todeskandidat (The Quare Fellow)
- 1964: Östlich vom Sudan (East of Sudan)
- 1964–1968: Simon Templar (The Saint; Fernsehserie, 5 Folgen)
- 1965: Geheimaktion Crossbow (Operation Crossbow)
- 1966: Der Baron (The Baron; Fernsehserie, 1 Folge)
- 1967: Ratten im Secret Service (Danger Route)
- 1968: Zwei Freunde fürs Leben (Run Wild, Run Free)
- 1969: Hermetico – Die unsichtbare Region (The Fiction Makers)
- 1969: Die Todesreiter (The Desperados)
- 1971: Paul Temple (Fernsehserie, 1 Folge)
- 1972: Irrgarten des Schreckens (Asylum)
- 1972: Gene Bradley in geheimer Mission (The Adventurer; Fernsehserie, 1 Folge)
- 1974: Die Frucht des Tropenbaumes (The Tamarind Seed)
- 1980: Daddy dreht durch (There Goes the Bride)
- 1985: Miss Marple – Ein Mord wird angekündigt (Agatha Christie’s Miss Marple: A Murder Is Announced)
- 1986: Absolute Beginners – Junge Helden (Absolute Beginners)
- 1988: Alles nur Theater (A Chorus of Disapproval)
- 1989: Doctor Who (Fernsehserie, 3 Folgen)
- 1989–1998: Inspektor Wexford ermittelt (Ruth Rendell Mysteries; Fernsehserie, 6 Folgen)
- 1992: Wie ein Licht in dunkler Nacht (Shining Through)
- 1993: Dirty Weekend
- 1993: Mad Wedding – Keine Hochzeit und fast ein Todesfall (Staggered)
- 1998: Vier Männer am Rande des Nervenzusammenbruchs (Neville’s Island)
- 1998: Heartbeat (Fernsehserie, 1 Folge)
- 2002: Doktor Schiwago (Doctor Zhivago)
- 2003: Was Mädchen wollen (What a Girl Wants)
- 2004–2010: Doctors (Fernsehserie, 3 Folgen)
- 2005: Der Poseidon-Anschlag (The Poseidon Adventure, Fernsehfilm)
- 2005: Blick zurück ins Verderben (Child of Mine; alternativ: Child of Mine – Teuflische Brut)
- 2006: Die Queen (The Queen)
- 2007, 2010: Casualty (Fernsehserie, 2 Folgen)
- 2007–2010: EastEnders (Fernsehserie, 4 Folgen)
- 2008: Agatha Christie’s Marple (Fernsehserie, Folge Murder is Easy)
- 2008: New Tricks – Die Krimispezialisten (New Tricks, Fernsehserie, 1 Folge)
- 2009: Bunny and the Bull
- 2012: Booked Out
- 2018: Together
- 2019: Gentleman Jack (Fernsehserie, 1 Folge)